# Liste der Monuments historiques in Plouguerneau
Die Liste der Monuments historiques in Plouguerneau führt die Monuments historiques in der französischen Gemeinde Plouguerneau auf.

## Liste der Bauwerke
| Bezeichnung                    | Beschreibung | Standort                | Kennzeichnung | Schutzstatus | Datum | Bild           |
| ------------------------------ | ------------ | ----------------------- | ------------- | ------------ | ----- | -------------- |
| Kapelle Notre-Dame du Grouanec |              | (Lage)                  | PA00090248    | Inscrit      | 1926  | weitere Bilder |
| Dolmen von Lilia               |              | Straed al Leac’h (Lage) | PA00090249    | Classé       | 1959  | weitere Bilder |
| Leuchtturm auf der Île Vierge  |              | (Lage)                  | PA29000071    | Classé       | 2011  | weitere Bilder |

## Liste der Objekte
- Monuments historiques (Objekte) in Plouguerneau in der Base Palissy des französischen Kultusministerium